# Антоанета Костадинова
Антоанета  Костадинова (Бонева) е българска състезателка по спортна стрелба, състезаваща се в дисциплините 10 м. въздушен пистолет и 25 м. спортен пистолет.
Участва в Летните Олимпийски игри в Лондон(2012), Рио де Жанейро (2016) и Токио (2020). Състезава се за Спортен клуб „Светкавица“ с треньор Христо Христов.
Печели олимпийска квота в дисциплината малокалибрен пистолет на турнира за Световната купа във Форт Бенинг (САЩ) за Рио 2016 г.
Завоюва олимпийска квота за България в дисциплината спортен пистолет на състезанията за Световната купа в Сидни, Австралия през март 2011 г. Заема 3-то място, достатъчно за спечелване на право за участие в Олимпийските игри в Лондон през 2012 г.
На 25 юли 2021 г. печели сребърен медал на летните олимпийски игри в Токио, проведени през 2021 г.

## Успехи
Олимпийски игри
- Сребърен медал на летните олимпийски игри в Токио през 2021 година – 10 м. въздушен пистолет.
- 4-то място на Летните Олимпийски игри в Токио (2020) – 25 м. пистолет
- 8-о място на Летните Олимпийски игри в Рио де Жанейро (2016) – 25 м. пистолет.

Европейски игри
- Сребърен медал в Минск (Беларус, 2019) – 10 м. въздушен пистолет.
- Бронзов медал в Минск (Беларус, 2019) – 25 м. пистолет.

Европейски първенства
- Сребърен медал в Баку (Азърбайджан, 2015) – 25 м. пистолет.
- Сребърен медал в Арнхем (Нидерландия, 2015) – 10 м. въздушен пистолет.
- Сребърен медал в Гьор (Унгария, 2016) – 10 м. въздушен пистолет.

Световна купа
- Златен медал в Мюнхен, (Германия, 2015) – 10 м. въздушен пистолет.
- Златен медал във Форт Бенинг, (САЩ, 2015) – 10 м. въздушен пистолет.
- Златен медал във Форт Бенинг, (САЩ, 2015) – 10 м. въздушен пистолет.
- Златен медал в Осиек, (Хърватия, 2021) – 10 м. въздушен пистолет.